# Mogens Lüchow
Mogens Lüchow (Copenhague, 13 de mayo de 1918-Copenhague, 20 de marzo de 1989) fue un deportista danés que compitió en esgrima, especialista en la modalidad de espada. Ganó una medalla de oro en el Campeonato Mundial de Esgrima de 1950 en la prueba individual.

## Palmarés internacional
| Campeonato Mundial | Campeonato Mundial  | Campeonato Mundial | Campeonato Mundial |
| Año                | Lugar               | Medalla            | Prueba             |
| ------------------ | ------------------- | ------------------ | ------------------ |
| 1950               | Montecarlo (Mónaco) | Medalla de oro     | Espada individual  |